# أندريه كرافتشوك
أندريه كرافتشوك (بالروسية: Андрей Кравчук)‏ (و. 1962  م) هو مخرج أفلام، وكاتب سيناريو من الاتحاد السوفيتي، وروسيا، ولد في سانت بطرسبرغ، بدأ مشواره المهني سنة 1992.

## التعليم
تعلم في جامعة سانت بطرسبرغ الحكومية.

## جوائز
حصل على جوائز منها:
- جائزة نيكا.

## وصلات خارجية
- أندريه كرافتشوك على موقع IMDb (الإنجليزية)
- أندريه كرافتشوك على موقع ألو سيني (الفرنسية)
- أندريه كرافتشوك على موقع أول موفي (الإنجليزية)
- أندريه كرافتشوك على موقع قاعدة بيانات الأفلام السويدية (السويدية)
- أندريه كرافتشوك على موقع قاعدة بيانات الأفلام السويدية (السويدية)
- أندريه كرافتشوك على موقع قاعدة بيانات الفيلم (الإنجليزية)
- أندريه كرافتشوك على موقع كينوبويسك (الروسية)